# Agaricus
Agaricus (los agáricos) es un amplio género de hongos basidiomicetos que contiene tanto especies comestibles como venenosas. Se calcula que existen unas 300 especies de Agaricus en el mundo. A este género pertenecen especies profusamente cultivadas, como el champiñón común (Agaricus bisporus).

## Características
Las especies de este género presentan generalmente fructificaciones carnosas, mayoritariamente de tamaño medio a grande; el sombrero es hemisférico inicialmente, después convexo y finalmente más o menos aplanado o ligeramente deprimido, de color blanquecino o parduzco. El pie es cilíndrico y tanto regular como engrosado o atenuado hacia la base; siempre porta un anillo, más o menos desarrollado, que puede ser persistente o caduco y se separa con facilidad de la carne del sombrero.
Las láminas (himenóforo) son libres, es decir no están fijadas al pie, densas, de color muy pálido al comienzo (blanquecino, grisáceo o rosáceo) después con matices rosados, sean fuertes o débiles, y finalmente de color marrón-negruzco. La carne suele ser densa y firme, de color blanquecino pero en contacto con el aire adquiere tonalidades rojizas o amarillentas, en ocasiones ligeras y en otras bastante intensas.
El olor varía de unas especies a otras, incluyendo los suavemente acidulados, con efluvios anisados, con reminiscencias de almendras amargas o francamente desagradable (cual fenol) en algunas especies cuya carne amarillea. La suma de olor desagradable y amarilleamiento de la carne desaconseja su consumo.

## Taxonomía

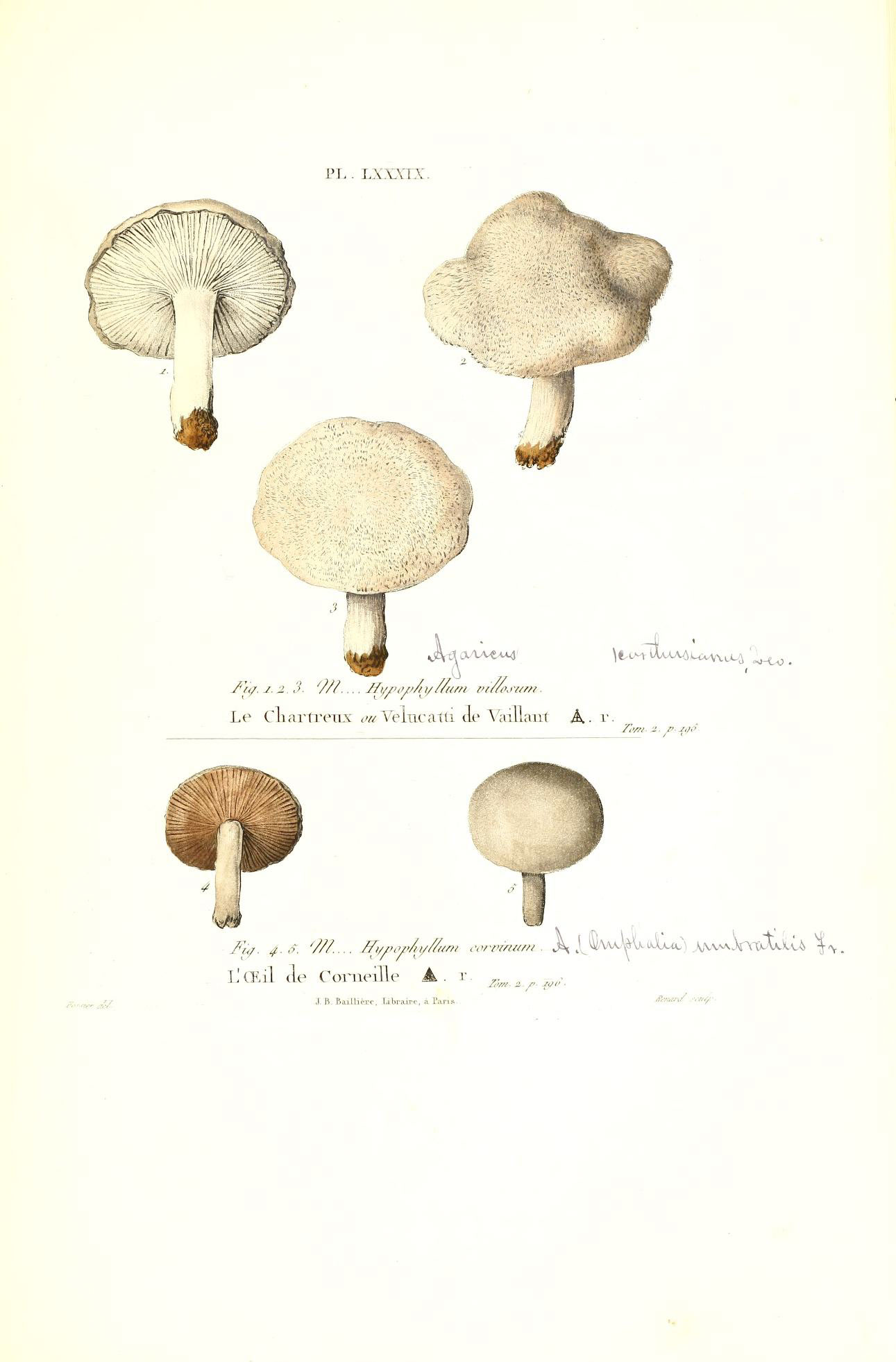
1855 notas de campo con sinonimia de Hypophyllum (bibliografía citada) con Omphalia y Agaricus (notas manuscritas añadidas)

Se han propuesto varios orígenes para el nombre del género Agaricus. Posiblemente tiene su origen en la antigua Sarmatia Europaea, donde se conocía el pueblo Agari, el promontorio Agarum y un río Agarus (todos situados en la orilla norte del Mar de Azov, probablemente, cerca de la moderna Berdiansk en Ucrania).
Nótese también el griego ἀγαρικόν, agarikón, "una especie de hongo arbóreo". (Ha existido un género Agaricon Adans., tratado por Donk en Persoonia 1:180.)
Durante muchos años, a los miembros del género Agaricus se les dio el nombre genérico de Psalliota, y esto todavía se puede véase en los libros más antiguos sobre setas. Todas las propuestas para conservar Agaricus frente a Psalliota o viceversa se han considerado hasta ahora superfluas.
Dok informa que el nombre de Linnaeus' está desvalidado (por lo que la cita de autor adecuada aparentemente es "L. per Fr., 1821") porque Agaricus no estaba vinculado al nombre de Tournefort. Linneo coloca ambos Agaricus Dill. y Amanita Dill. en sinonimia, pero realmente un reemplazo para Amanita Dill., lo que requeriría que A. quercinus, y no A. campestris fuera el tipo. Esta cuestión se complica porque Fries mismo utilizó Agaricus aproximadamente en el sentido de Linneo (lo que lleva a problemas con Amanita), y A. campestris fue finalmente excluida de Agaricus por Karsten y aparentemente estaba en Lepiota en el momento en que Donk escribió esto, comentando que una conservación del tipo podría llegar a ser necesaria. 
El nombre alternativo del género, Psalliota, derivado del Griego psalion/ψάλιον, "anillo", fue publicado por primera vez por Fries (1821) como trib. Psalliota. El tipo es Agaricus campestris (ampliamente aceptado, excepto por Earle, que propuso A. cretaceus). Paul Kummer (no Quélet, que se limitó a excluir Stropharia) fue el primero en elevar la tribu a género. Psalliota era la tribu que contenía el tipo de Agaricus, por lo que, al separarse, debería haber provocado el cambio de nombre del resto del género, pero no fue así.

### Filogenia
El uso del análisis filogenético para determinar las relaciones evolutivas entre las especies de Agaricus ha aumentado la comprensión de este género taxonómicamente difícil, aunque queda mucho trabajo por hacer para delinear completamente las relaciones infragenéricas. Antes de estos análisis, el género Agaricus, tal como lo circunscribió Rolf Singer, se dividía en 42 especies agrupadas en cinco secciones basadas en las reacciones del tejido de los hongos al aire o a diversos reactivos químicos, así como en sutiles diferencias en la morfología de los hongos.  El análisis del polimorfismo de longitud de fragmentos de restricción demostró que este esquema de clasificación necesitaba una revisión. 

### Subdivisiones
A fecha de 2018, este género se divide en 6 subgéneros y más de 20 secciones:
Subgénero Agaricus
- Sección Agaricus

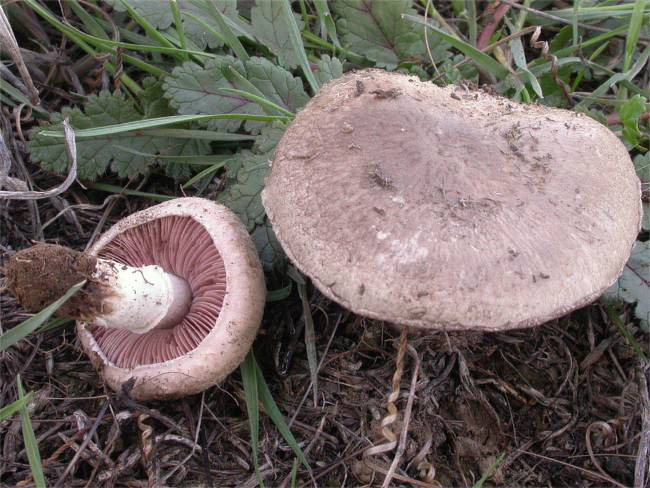
Hongo de campo marrón, Agaricus cupreobrunneus

Este es el grupo alrededor de la especie tipo del género, el popular comestible A. campestris'] que es común en el Holártico zona templada. zona templada, y se ha introducido en otras regiones. Es uno de los linajes más antiguos del género y contiene especies que suelen encontrarse en pastizales abiertos, como A. cupreobrunneus, y también incluye al menos una especie no descrita. La superficie de su sombrero es de blanquecina a marrón rojiza pálida y de lisa a ligeramente fibrosa; la carne no suele tener olor característico, es bastante blanda, blanquecina y permanece así después de una lesión, aplicación de KOH, o Schäffer's test (anilina y HNO3). A. annae también puede pertenecer a esta categoría, al igual que A. porphyrocephalus, pero la carne de este último se sonroja cuando se golpea o se corta, y tiene un olor desagradable a pescado podrido cuando es viejo; estos rasgos se asocian generalmente con el subgénero Pseudochitonia, en particular con la sección Chitonioides. El grupo A. bresadolanus/radicatus/romagnesii] que puede ser una o varias especies a veces se coloca aquí, pero puede ser bastante distinto y pertenecer al subgénero Spissicaules.

## Cultivo en España
El municipio riojano de Pradejón constata su primer cultivo de champiñón en 1954, iniciándose el cultivo de forma profesional en 1962 [cita requerida]. En la década de 1970, se introdujo el cultivo de champiñón en la localidad conquense de Villanueva de la Jara, para evitar la emigración a las grandes ciudades españolas [cita requerida]. En la actualidad tanto Villanueva de la Jara como el resto de la comarca de La Manchuela es la mayor productora de este hongo en toda España [cita requerida]. También se produce gran cantidad de Champiñón en La Rioja, Navarra y en algunas comarcas de León, Zamora y Salamanca. [cita requerida]

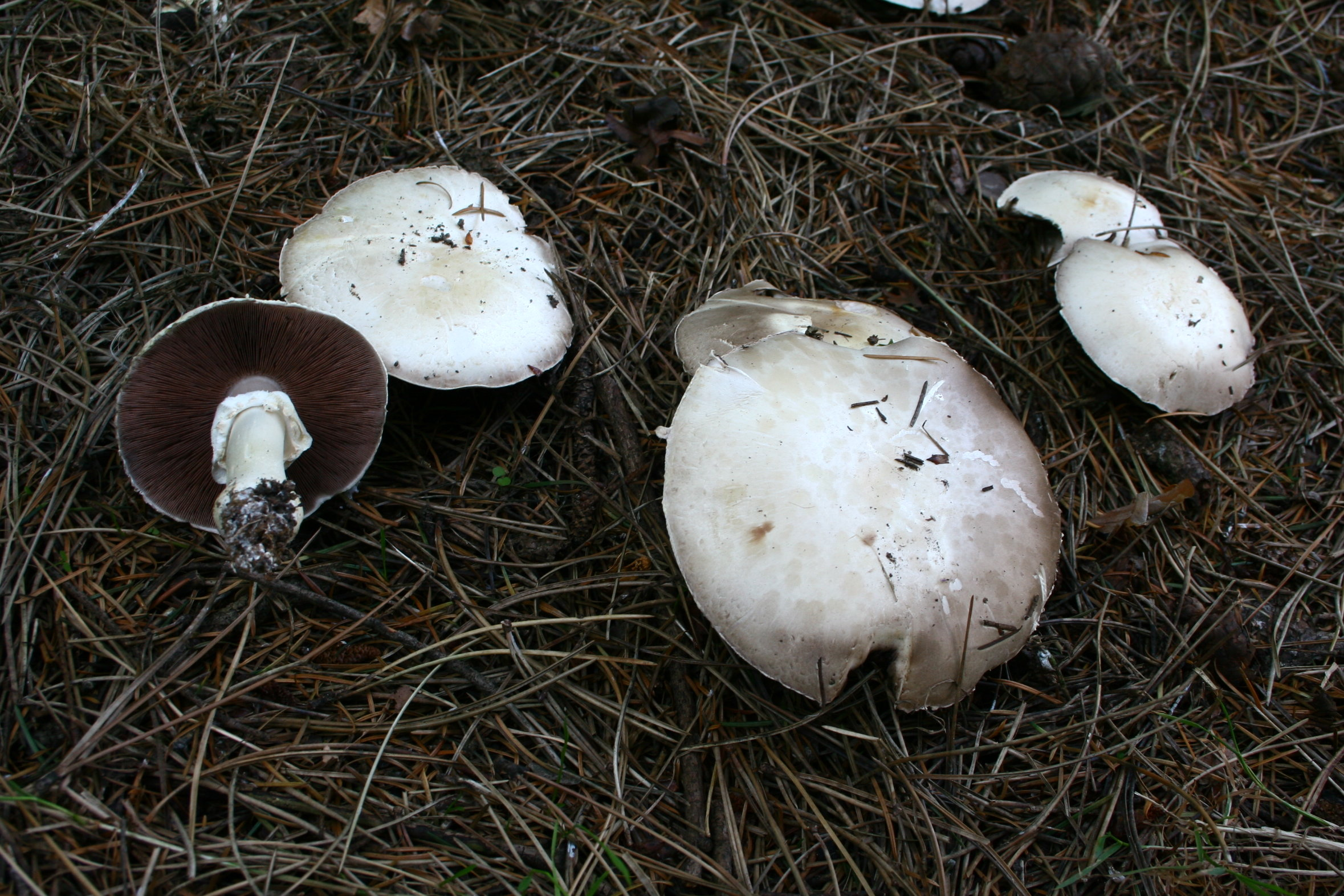
Agaricus silvicola
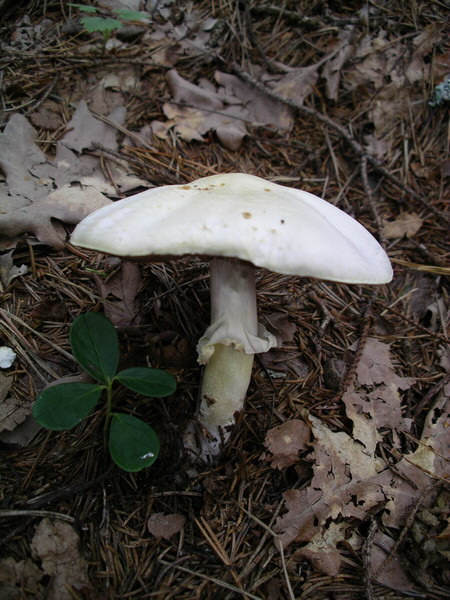
Agaricus xanthoderma
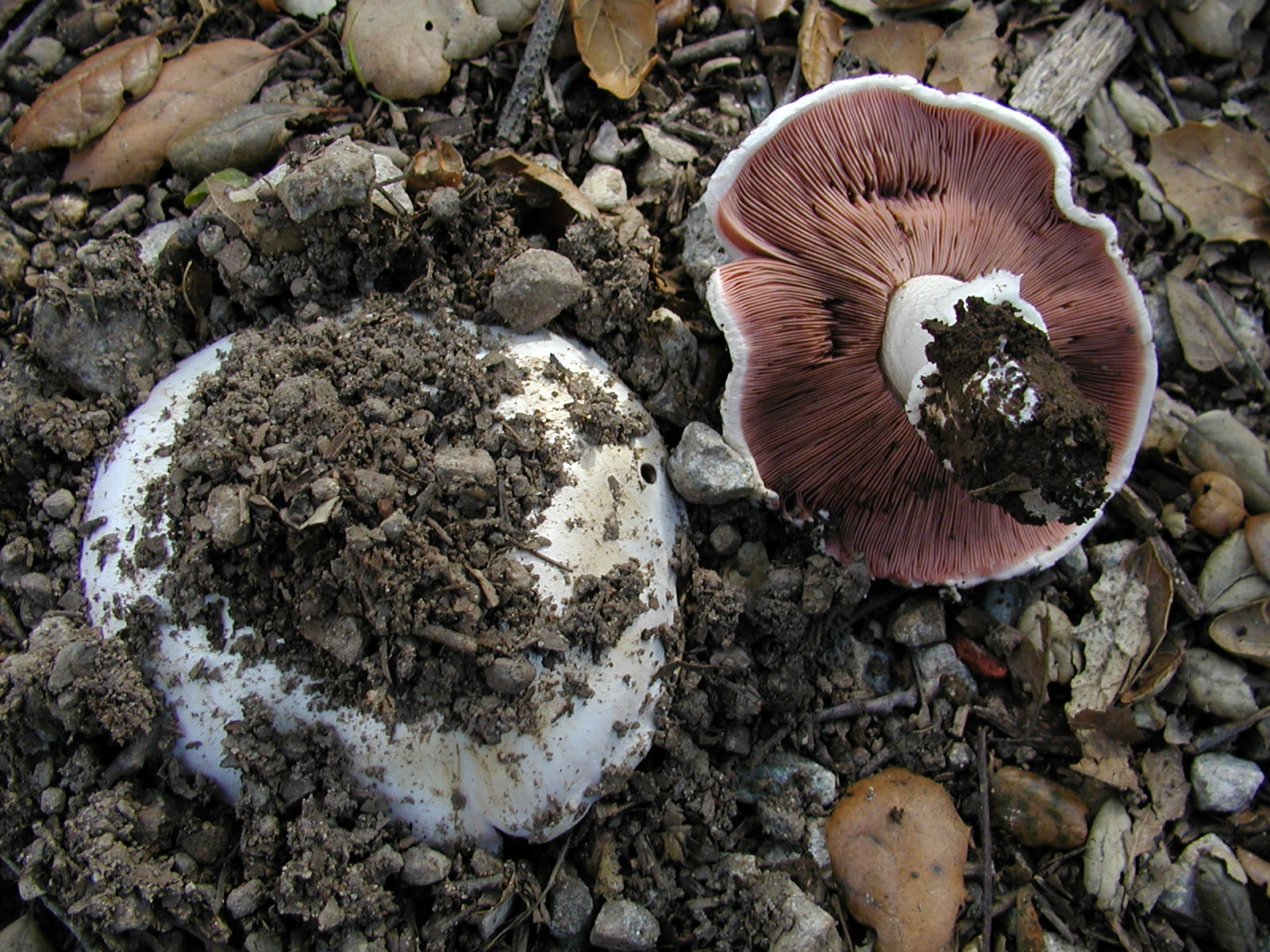
Agaricus bitorquis
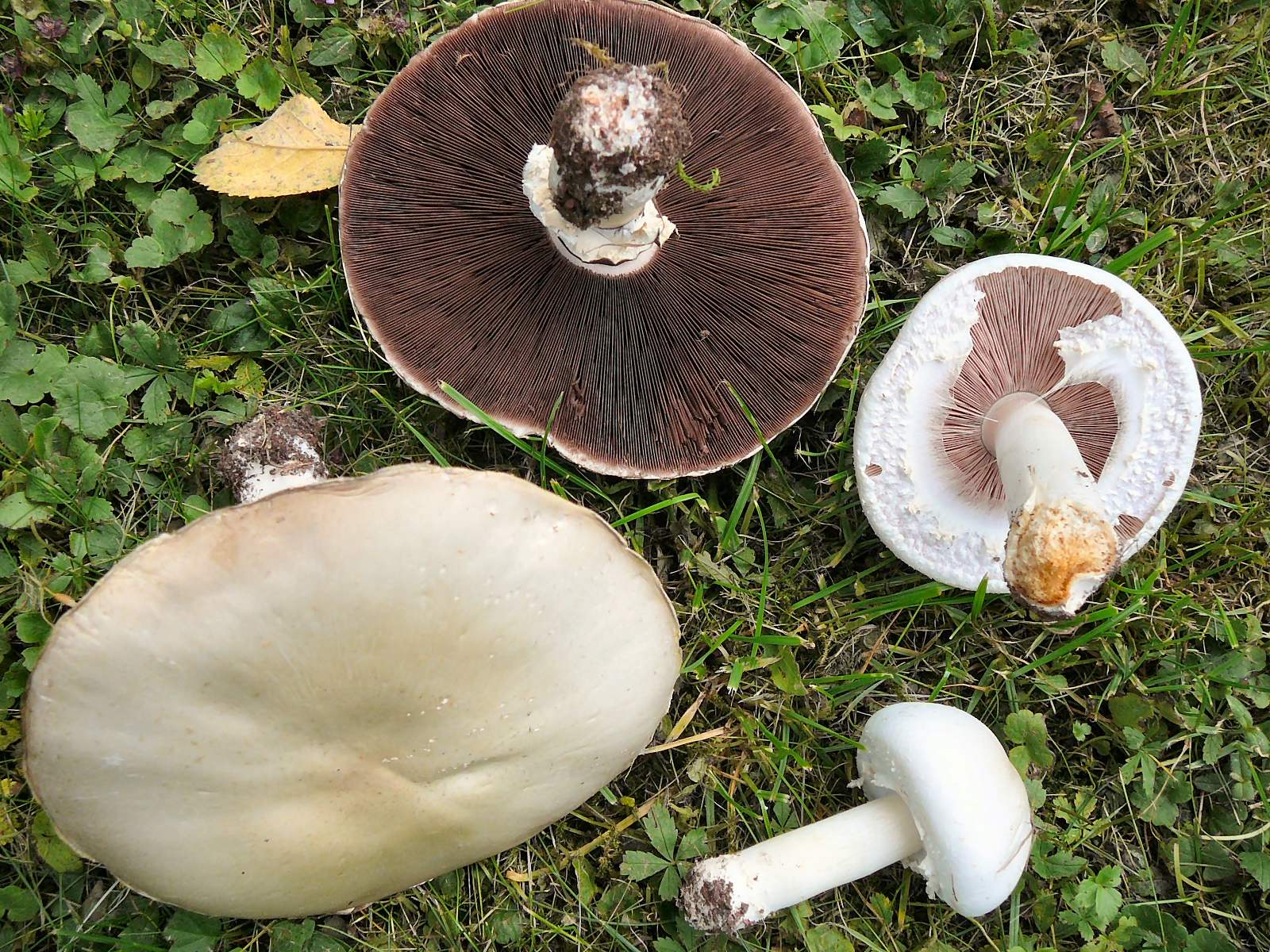
Agaricus arvensis

## Especies (selección)
La mayoría de los champiñones son comestibles. Especies tóxicas como Agaricus xanthoderma se caracterizan por un cambio de color en amarillo cromo cuando se lo corta. Algunas especies de este género son:
- Sección: Agaricus
  - Agaricus campestris
  - Agaricus bisporus
  - Agaricus bitorquis
- Sección: Sanguinolenti
  - Agaricus silvaticus
  - Agaricus langei
- Sección: Minores
  - Agaricus semotus
  - Agaricus comtulus
- Sección: Arvenses
  - Agaricus arvensis
  - Agaricus silvicola
  - Agaricus augustus
- Sección: Xanthodermatai
  -  Agaricus xanthoderma
  - Agaricus placomyces

## Riesgos de algunas especies
Las especies de Agaricus pertenecientes al clado Xanthodermatai son tóxicas. Se distinguen por su olor desagradable y porque su carne se vuelve amarilla al menor roce. La especie más conocida es A. xanthodermus.
Una especie descrita de África, A. aurantioviolaceus, es al parecer mortalmente venenosa.
La forma blanca de la Amanita phalloides se puede confundir con algunas especies comestibles, aunque sus láminas son blancas. En Agaricus, por el contrario, las láminas son rosadas al principio, volviéndose de color más oscuro a medida que maduran y, finalmente, del típico marrón chocolate cuando se liberan las esporas.

## Etimología y nomenclatura

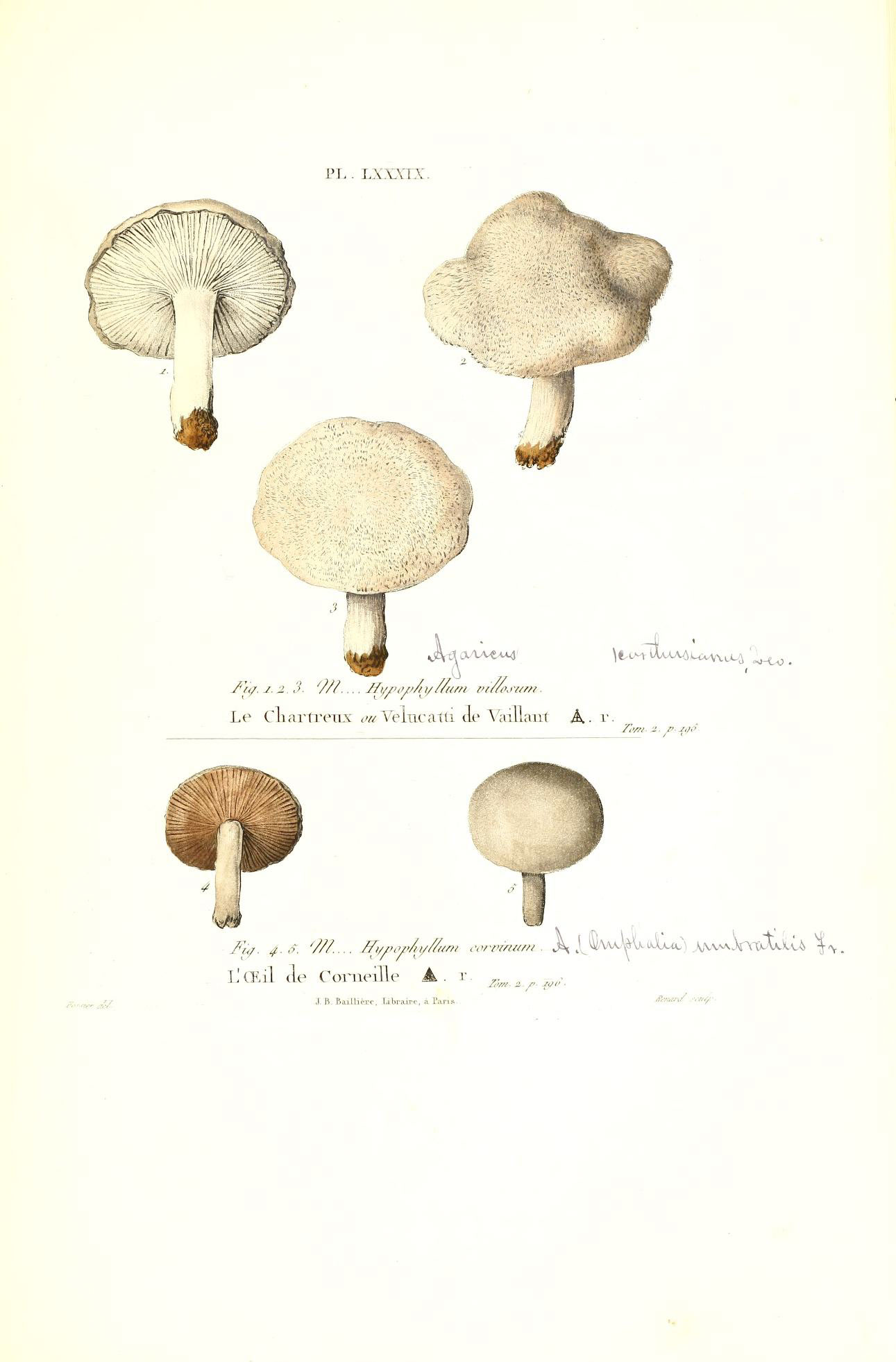
Notas de campo de 1855 con sinonimia de Hypophyllum (bibliografía citada) con Omphalia y Agaricus (con notas manuscritas añadidas).

Se han propuesto varios orígenes para el nombre del género Agaricus. Posiblemente tiene su origen en la antigua Sarmatia Europaea, donde se conocía el pueblo Agari, el promontorio Agarum y un río Agarus (todos situados en la orilla norte del Mar de Azov, probablemente, cerca de la moderna Berdiansk en Ucrania).
Es de notar también el griego ἀγαρικόν, agarikón, "una especie de hongo arbóreo". (Ha existido un género Agaricon Adans., tratado por Donk en Persoonia 1:180.)
Durante muchos años, a los miembros del género Agaricus se les dio el nombre genérico de Psalliota, y así puede verse todavía en los libros más antiguos sobre setas. Hasta ahora se han considerado superfluas todas las propuestas de conservar Agaricus frente a Psalliota o viceversa.
Dok informa de que el nombre de Linneo está desvalidado (por lo que la cita de autor adecuada aparentemente es "L. per Fr., 1821") porque Agaricus no estaba vinculado al nombre de Joseph Pitton de Tournefort. Linneo coloca tanto a Agaricus Dill. como a Amanita Dill. en sinonimia, pero realmente un sustituto de Amanita Dill., lo que requeriría que A. quercinus, y no A. campestris fuera el tipo. Esta cuestión se complica porque el propio Elias Magnus Fries utilizó Agaricus más o menos en el sentido de Linneo (lo que lleva a problemas con Amanita), y A. campestris fue finalmente excluida de Agaricus por George Karsten y aparentemente estaba en Lepiota en el momento en que Marinus Anton Donk escribió esto, comentando que podría ser necesaria una conservación del tipo.
El nombre alternativo del género, Psalliota, derivado del griego psalion/ψάλιον, "anillo", fue publicado por primera vez por Fries (1821) como trib. Psalliota. El tipo es Agaricus campestris (ampliamente aceptado, excepto por Franklin Sumner Earle, que propuso A. cretaceus). Paul Kummer (no Lucien Quélet, que se limitó a excluir Stropharia) fue el primero en elevar la tribu a género. Psalliota era la tribu que contenía el tipo de Agaricus, por lo que, al separarse, debería haber provocado el cambio de nombre del resto del género, pero no fue así.

## Clasificación sistemática y taxonomía
El uso del análisis filogenético para determinar las relaciones evolutivas entre las especies de Agaricus ha aumentado la comprensión de este género taxonómicamente difícil, aunque queda mucho trabajo por hacer para delinear completamente las relaciones infragenéricas. Antes de estos análisis, el género Agaricus, tal y como lo circunscribió Rolf Singer, se dividía en 42 especies agrupadas en cinco secciones basadas en las reacciones del tejido del hongo al aire o a diversos reactivos químicos, así como en sutiles diferencias en la morfología del hongo. El análisis del polimorfismo de longitud de fragmentos de restricción demostró que este esquema de clasificación necesitaba una revisión.